# Godzinki królowej Bony

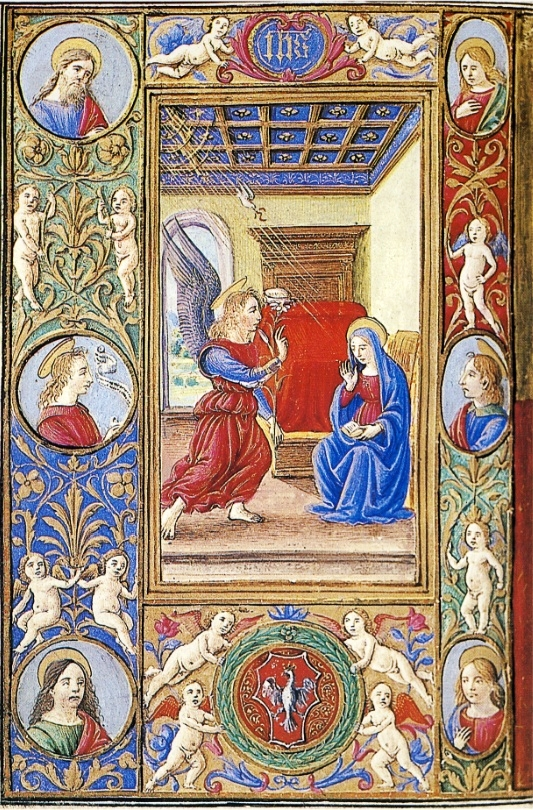
Godzinki królowej Bony, karta z miniaturą ze sceną Zwiastowania

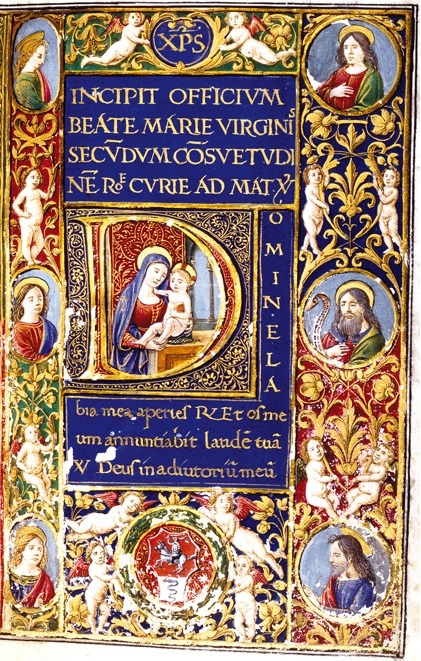
Karta z inicjałem ozdobionym przedstawieniem Marii z Dzieciątkiem

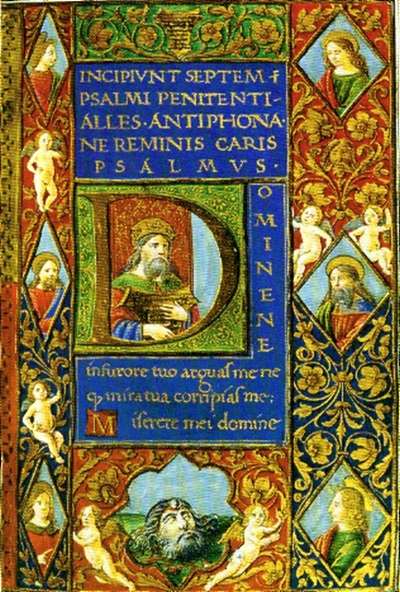
Karta z inicjałem z wizerunkiem króla Dawida

Godzinki królowej Bony, Godzinki wilanowskie, znane także w łacińskim określeniu jako Horae ad usum Ecclesiae Romanae – jeden z kilku zachowanych do dziś kodeksów (obok La Sforziady oraz Modlitewnika królowej Bony z miniaturami przypisywanymi Stanisławowi Samostrzelnikowi) związanych z Boną Sforzą, drugą żoną Zygmunta Starego, cenny przykład renesansowego malarstwa książkowego doby Jagiellonów. Dzieło skryptora Sigismonda di Sigismondi (Zygmunta z Ferrary) oraz najprawdopodobniej miniaturzysty Attavantego degli Attavanti i jego warsztatu lub naśladowcy, datowane na rok 1492 (tekst) i pierwszą połowę XVI stulecia (miniatury). 

## Historia
Godzinki królowej Bony wykonane zostały we Florencji, najpewniej należały do królowej Bony z dynastii Sforzów, co poświadczają domalowane tarcze herbowe z Orłem Białym i Pogonią oraz Wężem Sforzów. Według notatki przypisywanej Stanisławowi Kostce Potockiemu dołączonej do Godzinek, rękopis wywiózł do Francji król Jan Kazimierz Waza, następnie monarcha przekazał dzieło pani de La Vallière, następną właścicielką była księżna de Conti. Najprawdopodobniej około 1808 roku Stanisław Kostka Potocki zakupił rękopis, wówczas otrzymał on nowy marokin z herbami Potockich, który w 1856 wieku zdjęto na rzecz nowej oprawy, wykonanej w Warszawie. 
W zbiorach wilanowskich znajdował się do roku 1933, kiedy to ostatni dziedzic Adam Branicki przekazał rękopis na ręce Ignacego Mościckiego, ówczesny prezydent Polski wzbogacił o Godzinki zbiory Zamku Królewskiego w Warszawie, gdzie znajduje się do dziś. Kilkakrotnie dzieło eksponowano na wystawach czasowych, obecnie stanowi eksponat na międzynarodowej wystawie Europa Jagellonica 1386–1572, która od 20 maja do 30 września 2012 odbywała się w Galerii Kraju Środkowych Czech (GASK – Galerie Středočeského kraje) w Kutnej Horze, a następnie w Warszawie (w Zamku Królewskim, który jest miejscem ekspozycji Godzinek, oraz Muzeum Narodowym) i w Domu Historii Brandenburgii i Prus (Haus der Brandenburgisch-Preußischen Geschichte) w Poczdamie.
W 2015 roku ukazał się reprint Godzinek opatrzony wstępem Katarzyny Krzak-Weiss.

## Wygląd

### Ogólna charakterystyka
Zamykana za pomocą dwóch srebrnych klamr oprawa Godzinek wykonana jest z czerwonego aksamitu i pokryta srebrnym filigranem, wzbogaconym medalionami z Orłem Białym (na przedniej okładce) oraz Pogonią i Wężem Sforzów (na tylnej okładce). Wyklejki koloru czerwonego zdobią złocone Orły. Podobny deseń i zestaw barw użyto na brzegach kart. Efekt ten widoczny jest po zamknięciu księgi.
Na pergaminowych i welinowych stronicach spisano tekst w językach łacińskim oraz włoskim. Na początku rozdziałów umieszczono całostronicowe miniatury, w których zachowano zbliżoną konwencję stylową i kompozycję. Zastosowano tu dwa podobne do siebie warianty: po lewej stronie znajdują się ujęte w prostokąt przedstawienia figuralne (głównie wybrane sceny z Biblii) które otoczone są bogato zdobionymi bordiurami, po prawej stronie początki rozdziału z ozdobnymi inicjałami wzbogaconymi scenami figuralnymi, stanowiącymi pendant do miniatury na sąsiedniej stronie. Cechą wspólną dla obu wariantów są bogato iluminowane bordiury, obficie zdobione roślinną wicią, ornamentem arabeskowym i groteskowym, medalionami z popiersiami postaci, nagimi puttami trzymającymi kartusze z inicjałami, herbami, lub scenami figuralnymi. Strukturę bordiur cechuje zróżnicowana szerokość marginesów, przy czym każda z obu stronic jest spójnie dopasowana. 
Na karcie nr 219 widnieje sygnatura: Explicit officium passionis domini nostri Jusu XI 1492 die secundo decembris per sigismundu scriptorem ferrarien.

### Treści miniatur
Rękopis zdobi jedenaście całostronicowych miniatur ze scenami biblijnymi, kolejno: Zwiastowanie, w dolnej części bordiury herb Królestwa Polskiego, obok w inicjale Maria z Dzieciątkiem, w dolnej części bordiury herby Wielkiego Księstwa Litewskiego oraz rodu Sforzów (fol. 14, 15); Dawid pokonujący Goliata, obok w inicjale postać Dawida (fol. 109, 110); Cudowne wskrzeszenie zmarłego dzięki modlitwie świętego, obok w inicjale Śmierć unosząca się nad zmarłymi (fol. 138, 139); Ukrzyżowanie Jezusa obok w inicjale Chrystus ukazujący rany (fol. 200, 201); Modlitwa Chrystusa w Ogrojcu, obok w inicjale Chrystus niosący krzyż poniżej w bordiurze medalion z jednorożcem (fol. 239, 240). Wyjątek stanowi ostatni rozdział, gdzie w inicjale Zesłanie Ducha Świętego (fol. 248).

## Analiza
Przeznaczone do prywatnej dewocji Godzinki królowej Bony stanowią dobitny przykład oddziaływania włoskiego, dojrzałego renesansu na północ od Alp. Świadczy o tym udział skryptora Sigismondo di Sigismondi oraz miniaturzysty Attavante di Attavantiego i jego warsztatu, którzy wykonywali rękopisy na zlecenie Medyceuszów oraz króla węgierskiego Macieja Korwina. Ten władca upowszechnił na terenie Węgier architekturę i sztukę renesansową oraz zgromadził wielką kolekcję bogato zdobionych, renesansowych rękopisów iluminowanych. Attavante di Attavanti wypracował typowy dla niego styl, widoczny na miniaturach Godzinek. Styl ten charakteryzuje żywą gamą barw, częstokroć oscylującą wokół czerwonych, błękitnych i żółtych tonacji, ponadto specyficzny modelunek postaci oraz wydatny kontur. Trudniejsza do jednoznacznego ustalenia dla badaczy stała się kwestia proweniencji Godzinek, datowanie, a także ich bezpośredni związek z królową Boną. Największe rozbieżności dotyczą dwóch różniących się hipotez datowania: rękopis mógł powstać po 1518, specjalnie dla Bony, w warsztacie Attavante'a di Attavanti albo wcześniej, w 1492 (data przy sygnaturze) bezpośrednio u mistrza dla nieznanego zleceniodawcy, a następnie miała otrzymać Bona Sforza, która poleciła dodać herby.